# Louis-Joseph Alcide Railliet

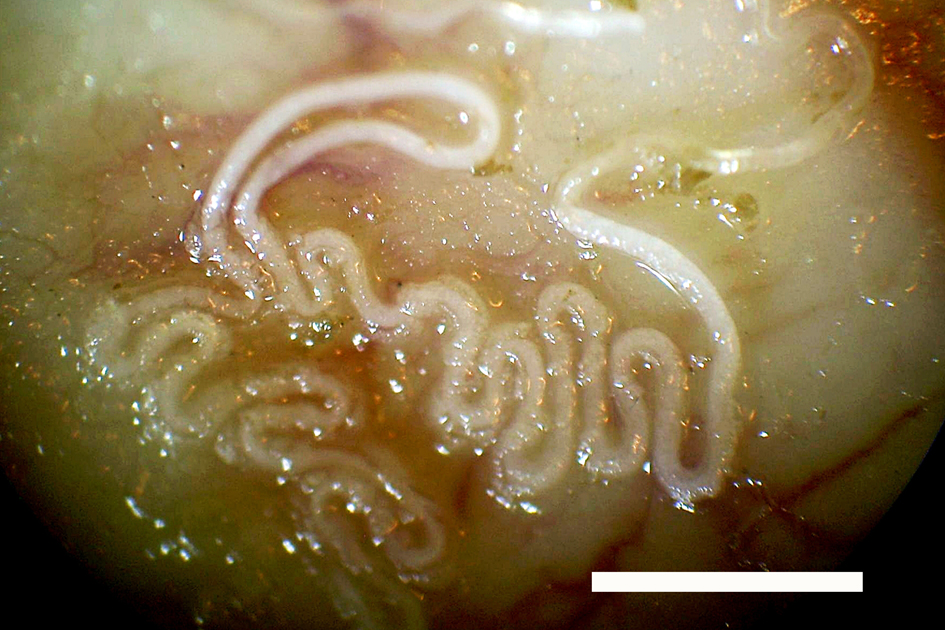
Eucoleus aerophilus, un nématode parasite du renard appartenant à la famille Capillariidae, créée par Railliet en 1915

Louis Joseph Alcide Railliet (né le 11 mars 1852 à La Neuville-lès-Wasigny (Ardennes) et mort le 25 décembre 1930 à Saint-Germain-sur-Morin) est un zoologiste français.
Professeur à l'École vétérinaire d'Alfort, il est alors considéré comme l'un des fondateurs de la parasitologie moderne. C'est à lui que l'on doit le mot même de « parasitologie », qu'il emploie pour la première fois en 1886, dans un article du Recueil de médecine vétérinaire de l'école d'Alfort.  Le terme a été rapidement repris et traduit dans toutes les langues pour désigner cette nouvelle science.
Il préside la Société zoologique de France en 1891. Il est aussi membre de l'Académie de médecine. Il a notamment reçu les grades d'Officier de la Légion d'honneur, de Commandeur du Mérite agricole et d'Officier de l'Instruction publique. Son nom est honoré par les genres Raillietia (Acariens), Raillietina (Cestodes), Raillietascaris, Raillietnema et Raillietstrongylus (Nématodes), Raillietiella (Pentastomides), et la famille d'acariens Raillietiidae. De nombreuses espèces ont été dédiées à Railliet, comme Amidostomum raillieti, Angiocaulus raillieti, Aspidodera raillieti, Conoweberia raillieti, Eucoleus raillieti, Haemostrongylus raillieti, Henryella raillieti, Onchocerca raillieti, Protostrongylus raillieti, Quasiamidostomum raillieti et Thominx raillieti (Nématodes), Coccidium raillieti et Eimeria raillieti (Coccidia), Dibothriocephalus raillieti, Hilmylepis raillieti, Ichthyotoenia raillieti, Sparganum raillieti et Synthetocaulus raillieti (Cestodes). Tous ces animaux sont des parasites, nommés en l'honneur de Railliet par d'autres parasitologistes (la liste des espèces inclut peut-être des synonymes).
Son fils, le Dr Georges Railliet, est coauteur avec Marcel Cury d'ouvrages et d'articles de linguistique dont le Glossaire d'Archon, de Rozoy sur Serre et de Parfondeval.

## Décorations
- Officier de la Légion d'honneur (1913)[5]
- Commandeur de l'ordre du Mérite agricole